# Erharting
Erharting ist eine Gemeinde im oberbayerischen Landkreis Mühldorf am Inn.

## Geografie

### Geografische Lage
Erharting liegt beidseits der Isen in der Region Südostoberbayern im Alpenvorland am Rand der weitläufigen  Talniederung des Inn rund zwölf Kilometer südlich von Neumarkt-Sankt Veit, sieben Kilometer nordöstlich von Mühldorf, elf Kilometer nordwestlich von Neuötting sowie 13 km von Altötting und 86 km von der Landeshauptstadt München entfernt. Im Ortsteil Rohrbach besteht eine Station an der regelmäßig von der Südostbayernbahn befahrenen Bahnstrecke Mühldorf–Neumarkt-Sankt Veit. Darüber hinaus verläuft direkt südlich von Erharting die A 94 (Anschlussstellen Mühldorf-Nord und Töging), welche zukünftig eine schnelle Anbindung an München und Passau bieten soll.

### Gemeindegliederung
Es gibt 13 Gemeindeteile (in Klammern ist der Siedlungstyp angegeben):
- Erharting (Pfarrdorf)
- Frixing (Weiler)
- Günzkofen (Weiler)
- Hermansthal (Weiler)
- Hochhaus (Einöde)
- Kreuzpoint (Weiler)
- Maxing (Dorf)
- Neuhäusl (Einöde)
- Ödmühle (Weiler)
- Rohrbach (Dorf)
- Schoßbach (Dorf)
- Unterrohrbach (Weiler)
- Vorberg (Dorf)

Es gibt nur die Gemarkung Erharting.

### Nachbargemeinden
- Mühldorf
- Niederbergkirchen
- Niedertaufkirchen
- Pleiskirchen
- Töging

## Geschichte

### Bis zur Gemeindegründung
Der Ort wurde erstmals im Jahr 718 urkundlich erwähnt, das Dorf Ehardinga, bestehend aus 15 Höfen, sei um 700 n. Chr. dem Kloster St. Peter in Salzburg geschenkt worden. In den Erhartinger Verträgen von 1254 und 1275 wurde die Grenze des Erzstifts Salzburg zum Herzogtum Bayern festgelegt. 1322 fand bei Erharting die Schlacht bei Mühldorf zwischen Ludwig dem Bayern und Friedrich dem Schönen statt.
Machtrivalitäten zwischen den (nieder-)bayerischen Herzögen und den Salzburger Erzbischöfen waren auch in der Folge die Regel.
Erharting gehörte in der frühen Neuzeit von der Landeshoheit her zum Rentamt Landshut und zum Landgericht Neumarkt des Kurfürstentums Bayern. Mittels der Obmannschaft Erharting übte jedoch das Erzstift Salzburg bis zur Säkularisation in Bayern 1803 die niedere Gerichtsbarkeit über seine Untertanen in diesem Gebiet aus. Im Zuge der Verwaltungsreformen in Bayern entstand mit dem Gemeindeedikt von 1818 die heutige Gemeinde. Durch die Gründung der Verwaltungsgemeinschaft Rohrbach konnten Anfang der 1980er Jahre die Gemeinden Erharting, Niederbergkirchen und Niedertaufkirchen die politische Selbstständigkeit des ländlich geprägten Raumes zwischen der Kreisstadt Mühldorf am Inn im Süden und der Stadt Neumarkt-Sankt Veit im Norden erhalten.

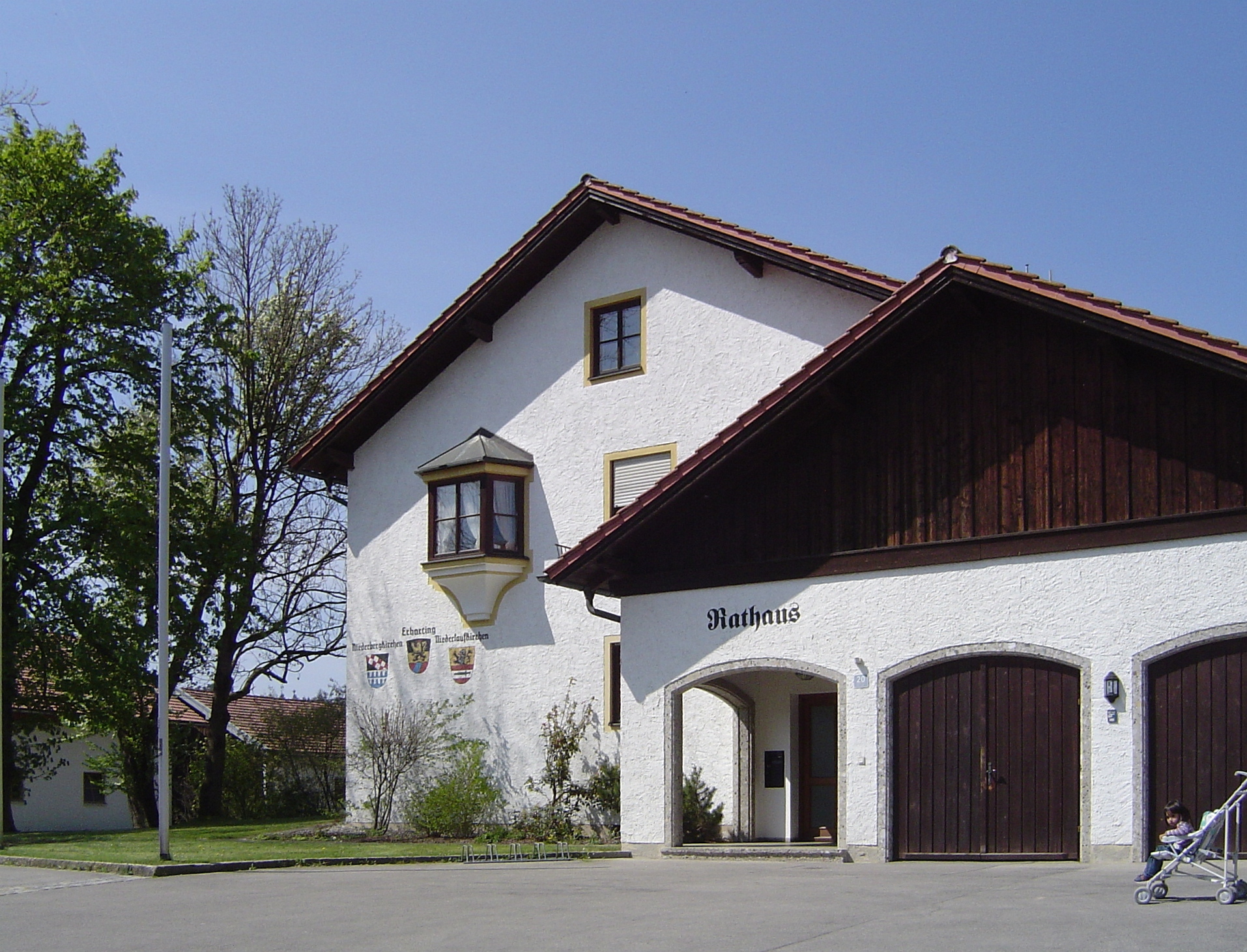
Rathaus der Verwaltungsgemeinschaft in Rohrbach

### Einwohnerentwicklung
Zwischen 1988 und 2018 wuchs die Gemeinde von 810 auf 939 Einwohner bzw. um 15,9 %.
| Jahr      | 1961 | 1970 | 1987 | 1991 | 1995 | 2000 | 2005 | 2010 | 2015 | 2020 |
| --------- | ---- | ---- | ---- | ---- | ---- | ---- | ---- | ---- | ---- | ---- |
| Einwohner | 0875 | 0954 | 0820 | 0854 | 0863 | 0921 | 0945 | 0918 | 0947 | 0915 |

## Politik
Die Gemeinde ist Mitglied der Verwaltungsgemeinschaft Rohrbach.

### Bürgermeister und Gemeinderat
Erster Bürgermeister ist seit 1. Mai 2020 Matthias Huber (Unabhängige Wählergruppe Erharting). Der Gemeinderat besteht aus dem ersten Bürgermeister und jeweils vier Politikern der UWG sowie der FWE Erharting.

### Ämter
Der Sitz der Verwaltungsgemeinschaft Rohrbach, bestehend aus den Gemeinden Erharting, Niederbergkirchen und Niedertaufkirchen, befindet sich im Erhartinger Gemeindeteil Rohrbach.

## Wappen
| Wappen von Erharting | Blasonierung: „Über rotem Wellenschildfuß, darin ein blauer Schräglinksbalken, geteilt von Schwarz und Gold mit einem rot gekrönten und rot bewehrten Löwen in verwechselten Farben“ |
| Wappen von Erharting | Wappenbegründung: Der Wellenschildfuß, ein heraldisches Gewässersymbol, verweist auf die Isen, die das Gemeindegebiet durchfließt. Der blaue Schräglinksbalken in Rot ist vom Wappen der seit dem ausgehenden 11. Jahrhundert nachweisbaren Edelfreien von Dornberg und Leonberg hergeleitet, deren Stammsitz die Burg Dornberg bei Erharting war. Sie führten seit Mitte des 12. Jahrhunderts den Grafentitel. Der von Schwarz und Gold geteilte Löwe verbindet das wittelsbachisch-kurbayerische Symbol, den gekrönten goldenen Löwen im schwarzen Feld, mit dem salzburgischen schwarzen Löwen im goldenen Feld aus dem Wappen des Erzstifts und stellt auf diese Weise treffend die besondere rechts- und territorialgeschichtliche Gemengelage dar. Die historischen Auseinandersetzungen zwischen dem Herzogtum Bayern und dem Hochstift Salzburg haben auch die Geschichte des Gemeindegebiets von Erharting geprägt. In den Verträgen von Erharting wurden 1254 und 1275 Streitpunkte geklärt und die Herrschaftsrechte für die folgende Zeit territorial abgegrenzt. Dieses Wappen wird seit 1984 geführt. |

## Sehenswürdigkeiten

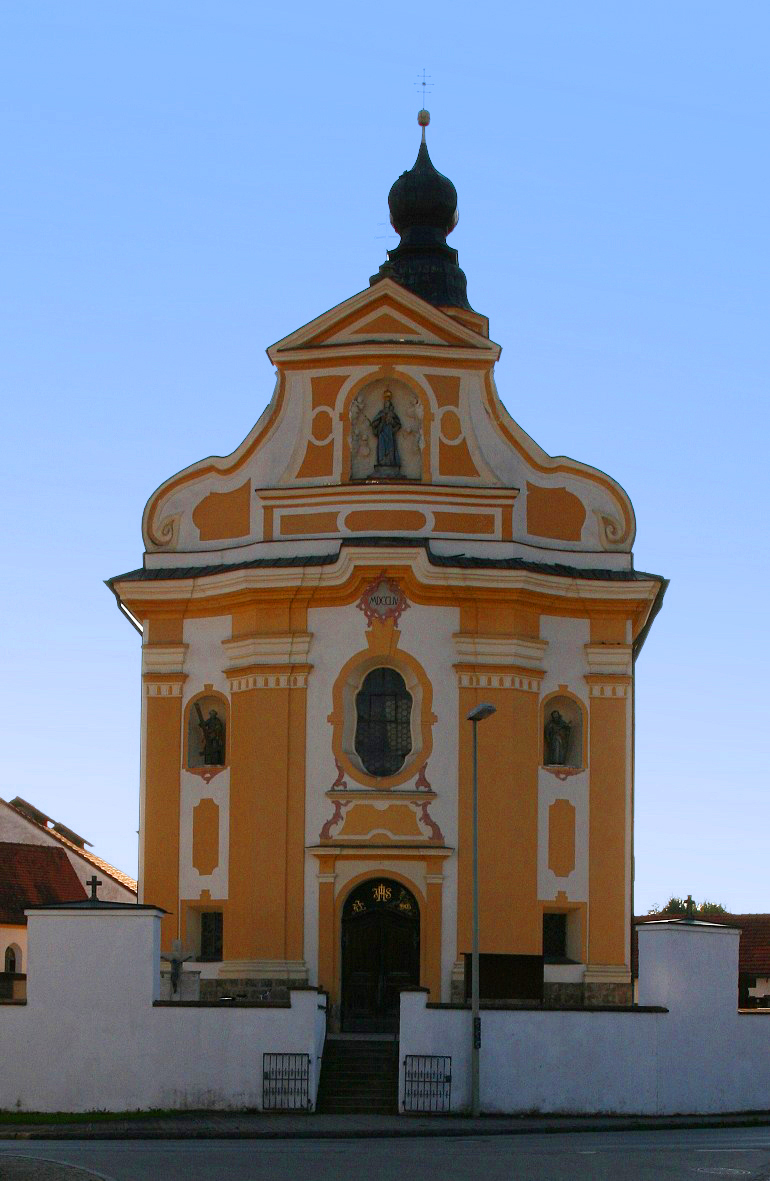
St. Peter und Paul, Erharting

- Die katholische Pfarrkirche St. Peter und Paul in Erharting ist ein Barockbau mit schmuckvoller, übergiebelter Vorderseite. Der Turm steht auf der Rückseite und schließt mit einer Zwiebelhaube. Auch der einschiffige Innenraum mit Chor und Orgelempore zeigt Barockstil.
- Burgstall Dornberg

## Wirtschaft und Infrastruktur

### Wirtschaft einschließlich Land- und Forstwirtschaft
Im Jahr 2020 gab es nach der amtlichen Statistik im Bereich der Land- und Forstwirtschaft 12, im produzierenden Gewerbe 82 und in sonstigen Wirtschaftsbereichen 658 sozialversicherungspflichtig Beschäftigte am Arbeitsort. Ansässig waren dort insgesamt 364 sozialversicherungspflichtig Beschäftigte.
Im verarbeitenden Gewerbe gab es zwei, im Bauhauptgewerbe einen Betrieb.
Zudem hatte die Gemeinde im Jahr 2016 18 landwirtschaftliche Betriebe mit einer landwirtschaftlich genutzten Fläche von 708 ha, davon 650 ha Ackerfläche.

### Bildung
Erharting hat einen Kindergarten mit 31 Plätzen in dem 26 Kinder betreut werden (Stand 2021). Zum Ende des Schuljahres 2007 wurde die Grundschule in Erharting, nach einer etwa 100-jährigen Geschichte, geschlossen, nachdem das Gebäude bereits im Schuljahr 2006/2007 nur noch als „Auslagerung“ für die Hauptschule Mühldorf gedient hatte.